# Румасово
Румасово — деревня в Навашинском городском округе Нижегородской области России.

## География
Посёлок находится в юго-западной части региона, в пределах западной части Приволжской возвышенности, в зоне хвойно-широколиственных лесов, на левом берегу реки Серёжи. Восточнее деревни, на левобережье нижнего теч. р. Салакса, находится урочище Ломное Болото (55°38’N 42°48’E N-38-014).
Абсолютная высота — 111 метров над уровнем моря.

## Климат
Климат характеризуется как умеренно континентальный, с умеренно холодной зимой и тёплым относительно коротким летом. Среднегодовая температура — 3,6 °C. Средняя температура воздуха самого тёплого месяца (июля) — 17,9 °C (абсолютный максимум — 37 °C); самого холодного (января) — −12,3 °C (абсолютный минимум — −40 °C). Продолжительность безморозного периода составляет около 206 дней. Снежный покров держится в среднем 154 дня.

## История
До 2009 года входила в Салавирский сельсовет, который влился Натальинский сельсовет согласно Закону Нижегородской области от 28 августа 2009 года № 135-З.
С августа 2009 до мая 2015 года входила в состав Натальинского сельсовета.

## Население
| 2002 | 2010 |
| ---- | ---- |
| 54   | ↘38  |

### Национальный состав
Согласно результатам переписи 2002 года, в национальной структуре населения русские составляли 100 % из 54 чел.